# Варп-двигатель
Варп-двигатель (англ. Warp drive, двигатель искривления) — в контексте научной фантастики общее наименование гипотетических двигателей, описываемых в научно-фантастических произведениях. Яркий пример использования вымышленного варп-ионного ядра — вымышленная вселенная  «Звездного пути» Джина Родденберри. По замыслу фантастов, звездолёты, оснащённые таким двигателем, перемещаются в пространстве со скоростью, превышающей скорость света, и таким образом преодолевают межзвёздные расстояния за приемлемое время.
В контексте же теоретической физики варп-двигатель — это двигатель, по физике своего принципа подобный вымышленному варп-двигателю из «Звездного пути».

## Вымышленный и возможный реальный варп-двигатели
Наиболее известный вымышленный варп-двигатель — варп-двигатель, фигурирующий во вселенной «Звездного пути», искривляет пространство таким образом, что позади корабля пространство «раздуто» и перед кораблем «сжато». При этом корабль оказывается внутри варп-пузыря — сфероидальной области искривленного пространства — как в контейнере. Из-за этого корабль — относительно варп-пузыря неподвижен, а движется сам варп-пузырь вместе с кораблем. Согласно легенде «Звездного пути» варп-пузырь способен двигаться и быстрее скорости света, что и позволяет кораблям с варп-двигателями летать с скоростями большими, чем скорость света. При этом физическая основа варп-эффекта, используемого варп-двигателем, в «Звездном пути» не описана.

### Для сравнения
По одной из теорий возможный реальный варп-двигатель будет перераспределять так называемую «тёмную энергию» в охватывающем корабль пространстве, создавая позади корабля её избыток и напротив недостаток перед кораблем. Геометрически это выглядит так, что пространство позади корабля «раздуто», а перед кораблём — «сжато».
По модели, известной как «Пузырь Алькубьерре», такое искривление пространства достигается за счет использования релятивистских эффектов, описываемых общей теорией относительности. В обеих гипотезах сам корабль оказывается внутри своеобразного пространственного пузыря... как в контейнере, относительно которого неподвижен, а движется сам этот пузырь с кораблем внутри.

## В литературе
Первым идею варп-двигателя в научной фантастике высказал писатель Джон Кэмпбелл в своём романе «Острова в космосе» 1931 года. Варп-двигатели широко используется у Айзека Азимова в сборнике научно-фантастических рассказов 1950 года «Я, робот» и других его произведениях. В современной фантастике варп-двигатель это часто собирательный, фантастический, научно-теоретический образ технологии или явления, позволяющий попасть из одной точки пространства в другую быстрее, чем это делает свет. В целом, в большинстве произведений фантастики физика работы варп-двигателя совпадает с таковой у гипотетического варп-двигателя.

### В романеИвана Ефремова«Час Быка»
В романе И. А. Ефремова «Час Быка» земляне, основываясь на работах Рена Боза (персонаж романа «Туманность Андромеды») и исследованиях найденного землянами корабля из Галактики Андромеды, создали звездолёт прямого луча (ЗПЛ), принцип действия которого основан на варп-эффекте.

…было понято нуль-пространство, как граница между миром и антимиром, между миром Шакти и Тамасом, где взаимно уравновешены и нейтрализованы полярные точки пространства, времени и энергии. Нуль-пространство тоже скручено в спираль соответственно обоим мирам, <…> возникает возможность передвигаться в нём, почти мгновенно достигая любой точки нашей вселенной <…> звездолет прямого луча идет не по спиральному ходу света, а как бы поперек него, по продольной оси улитки, используя анизотропию пространства. Кроме того, звездолет в отношении времени как бы стоит на месте, а вся спираль мира вращается вокруг него.
Освоение движения по принципу прямого луча позволило землянам совершать дальние звёздные путешествия, в результате чего в развитии Земли и цивилизаций Великого Кольца наступила новая эра — Эра Встретившихся Рук (ЭВР). Впрочем, следуя из описания ЗПЛ в романе, можно предположить, что земляне используют не столько варп-движение, сколько нуль-транспортировку.

### В романе Сергея Снегова «Люди как боги»
Звездолёты, использующие принцип работы, частично схожий с принципом работы варп-двигателя, описаны серии романов Сергея Снегова «Люди как боги» (звездолет преобразует пространство «перед собой» в вещество, либо, в случае обратной реакции Танева — вещество в пространство, сокращая либо увеличивая расстояние между собой и наблюдателем соответственно).

### В романе Сергея Лукьяненко «Порог»
В романе Сергея Лукьяненко «Порог» «пузырь Алькубьерре в той или иной форме изобрели все цивилизации пятого уровня», то есть цивилизации, сумевшие достичь иной звёздной системы. Правда, наиболее развитая из таких цивилизаций — Ракс — «в результате исследований и экспериментов» сочла этот способ слишком опасным и не советовала никому его использовать, однако новые цивилизации, самостоятельно «дораставшие» до пятого уровня и приступавшие к звёздной экспансии, начинали именно с варп-принципа.
«Русские, впрочем, уверены, что первым эту технологию ещё в двадцатом веке предложил учёный-ядерщик по фамилии Козерюк, но в историю вошёл именно мексиканский физик». В романе как исторический эпизод упоминаются первые русские межзвёздные корабли, основанные «ещё на двигателях Козерюка».

## Звёздный путь

### Технология
Варп-двигатель — одна из фундаментальных особенностей франшизы Звёздный путь. В первом пилотном эпизоде сериала Звёздный путь: Оригинальный сериал, «Клетка», он упоминается как «гипердвигатель», где капитан Пайк заявляет скорость достижения планеты Талос IV как «временной сдвиг, фактор 7». Начав объяснять время прохождения выжившим от иллюзии (до того, как его прервал вид Вины), член экипажа Хосе заявил, что «временной барьер преодолен», что позволяет группе межзвездных путешественников вернуться на Землю гораздо раньше, чем могло бы быть в противном случае. Позже в эксперименте, когда Спок столкнулся с единственным побегом, он объявляет экипажу, что у них нет выбора, кроме как уйти, заявив «Наш фактор варп-времени …» до того, как системы корабля начнут выходить из строя. Во втором пилоте «Оригинального сериала», «Куда не ступала нога человека», время было упущено из настройки скорости с Кирком, упорядочивающим скорости в простом «единственном варп-факторе впереди», который стал настолько знакомым с тех пор.
В общих чертах принцип работы варп-двигателей заключается в деформации пространства перед и позади звездолёта, позволяя тому двигаться быстрее скорости света. Пространство «сжимается» перед судном и «разворачивается» за ним. При этом само судно находится в своеобразном «пузыре», оставаясь защищённым от деформаций. Сам корабль внутри поля искажения фактически остаётся неподвижным, — перемещается само искажённое пространство, в котором он находится. (В целом это совпадает с ожидаемой картиной работы возможного реального варп-двигателя.)
Максимальная скорость Энтерпрайза-D — 9,8 варп, что приблизительно равно 9000 скоростей света (на основании данных из 6 серии 1 сезона). Скорость в 1 варп равняется скорости света и растет экспоненциально. За день корабль на максимальной скорости способен преодолеть 24 световых года.
В сериале Звёздный путь: Вояджер в первой серии второго сезона (на 34 минуте) Том Пэрис говорит, что максимальная скорость звездолёта Вояджер — 9,9 Варп = 4 млрд миль в секунду, что приблизительно равно 21,3 тыс или 24,7 тыс скоростей света. Однако в энциклопедии Звездного пути сказано, что варп 9,9 равен 3053 скоростей света. Весь путь домой (70 тыс. световых лет) команда оценивала в 40-70 лет, со средней скоростью в 1000 скоростей света, что эквивалентно варп 8
По легенде сериалов Звёздный путь, использование варп-двигателей требует больших энергозатрат, поэтому варп-системы Объединенной Федерации Планет запитываются энергией от реакторов аннигиляции материи и антиматерии, разграниченными друг от друга кристаллами дилития. (Скорее всего кристаллы дилития — важный компонент энергополевого разграничения вещества и антивещества, как минерал способный пропустить через себя огромные объёмы энергии. Во всяком случае в оригинальном сериале монокристаллы дилития были конструктивными элементами установок подсистемы энергопитания главной двигательной установки.) В результате реакции создается высокоэнергетическая плазма, в сериале названная «электроплазмой». Электроплазма направляется специальными электромагнитными трубопроводами электроплазменной системы (англ. electro-plasma system, EPS) в плазменные инжекторы, которые, в свою очередь, собственно, и создают варп-поле. Разные иные цивилизации в Звёздном пути используют разные источники энергии. Например, ромулане запитывают корабельные варп-двигатели от корабельных квантово-сингулярных энергоблоков, кардасианцы возможно от реакторов холодного ядерного синтеза или искусственного распада протонов, но в остальном целом процесс происходит аналогично.
На звездолёты класса «Интрепид» устанавливались специальные гондолы с изменяемой конфигурацией, позволяющее двигаться с ещё более высокой скоростью без причинения вреда окружающему пространству и объектам, в нём расположенным. На более совершенных классах звездолётов — «Суверин», «Прометей» — устанавливаются более совершенные гондолы искривления, позволяющие двигаться с большими скоростями без изменения конфигурации двигательной установки.

### Элементы системы
- Контейнер с антивеществом
- Катушка индуктивности антивещества
- Реле антивещества
- Патроны дилития
- Электро-плазма
- Механизм экстренной остановки реакции
- Основная магистраль охлаждающего устройства
- Магнитный трубопровод
- Магнитный блок
- Гондолы

Часть двигателя деформации, спереди обычно располагается Вихревой сборщик со своими дополнительными системами, далее идёт Плазменный инжектор, фокусирующий поток плазмы точно по центру Катушки искривления и собственно ряд катушек по всей оставшейся длине. Стандартом де-факто среди рас, использующих варп-двигатели, является использование двух гондол искривления слева и справа от корпуса корабля.
- - Коллекторы Бассарда

Устройство, обычно располагаемое (на кораблях Федерации) на переднем конце гондол искривления и служащее для первичного сбора межзвёздного газа (последующей сортировкой и переработкой занимаются уже другие системы). Сборщик обычно включается, если запасы материи или антиматерии в баках корабля почти иссякли. Вихревой сборщик состоит из набора катушек, которые создают магнитное поле и подобно воронке затягивающее межзвёздный газ.
- - Плазменный инжектор
  - Варп-катушка (катушка деформации)

Тороид, разделённый на несколько частей, который создаёт поле искривления, будучи активированным проходящим потоком высокоэнергетической плазмы. Ряд катушек деформации располагается в гондоле искривления. Используя плазменный инжектор, корабль может регулировать последовательность активации отдельных катушек искривления во время движения, позволяя кораблю маневрировать на варп-скоростях.
- Аннулирующее ядро
- Предварительная магистраль охлаждения
- Катушка индуктивности
- Плазменный трубопровод
- Промежуточный охладитель плазмы
  - Смазочно-охлаждающая жидкость
- Регулятор плазмы
- Энергопередающий канал
- Сеть передачи энергии

Сеть распределения энергии, используемая на борту звездолётов Федерации для питания всех источников потребления, за её работой и распределением энергии от источников к потребителям контролирует офицер ЭПС со своего терминала. Энергия передаётся в канале питания высокими скоростями движения плазменных частиц. Есть два основных источника питания: это ядро искривления и термоядерные реакторы в импульсных двигателях. Ядро в первую очередь питает гондолы искривления, щиты и фазеры, а импульсные двигатели всех прочих потребителей.
- Космическая матричная катушка восстановления
- Варп-плазменный трубопровод
- Ядро деформации
  - Реактор материи/антиматерии
  - Инжектор антиматерии
  - Плата кристаллов дилития
    - Кристалл дилития

Пожалуй главный компонент ядра искривления, внутри которого потоки вещества и антивещества при управляемом процессе аннигиляции преобразуются в электроплазменный поток. Дилитий — единственный пока известный элемент, который инертен к антивеществу, когда подвергается воздействию высокочастотного электромагнитного поля в мегаваттном диапазоне. Эффективность реакции в кристалле зависит от его качества.
- -     - Механизм соединения кристаллов

  - Инжектор материи
  - Наборщик тета-матрицы

## В остальных сериалах и видеоиграх
В сериале «Звёздные врата: Вселенная» фигурирует сверхсветовой двигатель, по признакам своего принципа действия, скорее всего, являющийся варп-двигателем. Именно такой двигательной установкой оснащены «Судьба» и корабли-установщики Звёздных врат. О конструктивной системе этих варп-двигателей легенда сериала «Звёздные врата: Вселенная» ничего не сообщает. Известно лишь, что в отличие от кораблей в Звёздном пути «Судьба» способна за приемлемое время совершать межгалактические перелёты между соседними галактиками (для сравнения: Суверен, Интрепид, Прометей на такое не способны). Внутри же галактики «Судьба» летит со стандартной для конца XXIV столетия в Звёздном пути скоростью. Так по легенде последней серии 2-го сезона «Звёздных врат: Вселенная» «Судьба» должна была пересечь средних размеров спиральную галактику (практически все спиральные галактики — галактики-гиганты), куда она влетела, за три года непрерывного полёта.

### ВWarhammer 40,000
В этой вселенной фигурирует так называемое варп-пространство. Корабли летают на сверхсветовых скоростях, совершая перелёты через это варп-пространство. Но физически такие «варп-полёты» ничего общего не имеют с полётами с использованием вымышленных (в частности в: Звёздном пути, «Звёздных войнах», «Звёздных вратах») или возможных реальных варп-двигателей. Варп-пространство в Warhammer 40,000, иначе называемое имматериумом, есть параллельное подпространство Вселенной — отражение желаний и эмоций, а также обитель демонов и богов, через которое и летают корабли во вселенной Warhammer 40,000.
Прямым аналогом варп-перемещения Warhammer 40,000 является перемещение в фильме «Сквозь горизонт» с соответствующим эффектом при отсутствии «поля Геллера».

### Во вселеннойMass Effect
Сверхсветовое движение в серии видеоигр Mass Effect осуществляется посредством так называемого «эффекта массы» — поля темной энергии, которое генерируется путем подачи электрического тока на ядро варп-двигателя. Ядро двигателя содержит в себе «нулевой элемент» — фантастический химический элемент, в котором отсутствует ядро. Согласно кодексу вселенной, нулевой элемент образуется при воздействии энергии вспышки сверхновой звезды на поверхность планет, астероидов и т. д. Когда на ядро двигателя с нулевым элементом подается электрический ток с отрицательным зарядом, образуется темная энергия, а масса объекта снижается. Космический корабль оказывается заключенным в поле темной энергии, в которое он как бы проваливается. Принцип действия поля «эффекта массы» очень схож с предполагаемым принципом действия Пузыря Алькубьерре. В результате, получается, что объект, будучи заключенным в поле «эффекта массы» способен преодолевать скорость света не нарушая при этом ОТО, так как в локальном «пузыре» скорость света увеличивается, а световой барьер не преодолевается. Однако, эта разновидность варп-двигателя лишь решает проблему, связанную со снижением массы корабля и заключением его в поле темной энергии. Для движения и создания реактивной тяги все ещё нужны обычные маршевые двигатели. Они могут быть как реактивными (жидкостными химическими, ионными или фотонными) так и гравитационными. Также, в качестве источника энергии для питания масс-ядра, на корабле должен присутствовать термоядерный реактор, обычно работающий на Гелии-3. В качестве «побочного эффекта» при движении на сверхсветовых скоростях на корабле, использующем двигатель с масс-ядром накапливается статический электрический заряд, который необходимо периодически сбрасывать либо на специальных станциях разрядки, либо путем посадки на планету (грубо говоря, заземления), либо же путем выхода на орбиту газовых гигантов — сброс заряда происходит за счет мощного магнитного поля планет-гигантов, которое поглощает накопившийся заряд корабля. Однако, в 2185 году был создан двигатель «ОДИС», который преобразует накопившуюся энергию и передает её на питание внутренних систем корабля. При помощи этого двигателя члены экспедиции «Andromeda Initiative» сумели достичь галактики Андромеда за 634 года непрерывного полета, двигаясь со скоростью около 10 св. лет в сутки. В целом же, скорости кораблей во вселенной Mass Effect варьируются от 50 до 11000 скоростей света.
Отдельно от технологий сверхсветового перемещения на самих космических кораблях, в галактике Млечный Путь существует разветвленная система ретрансляторов массы — загадочных древних порталов, способных мгновенно перемещать объекты на расстояния в сотни или даже тысячи световых лет. Ретрансляторы массы работают по принципу парного взаимодействия: космический корабль может пройти через пару ретрансляторов мгновенно переместившись на расстояние, которое с помощью обычных сверхсветовых двигателей пришлось бы преодолевать многие месяцы или даже годы. Согласно ЛОРу вселенной, ретрансляторы массы являются мощнейшими из известных механизмов использующих «эффект массы» (темную энергию), а уничтожение ретранслятора массы способно полностью уничтожить планетарную систему в которой он находится, так как энергия взрыва ретранслятора сопоставима с энергией взрыва сверхновой звезды.

### ВNo Man’s Sky
В No Man’s Sky варп-двигатель установлен на всех кораблях, существенно уменьшая время до прибытия.
Его не следует путать с гипердвигателем, который позволяет осуществлять межсистемные прыжки. Гипердвигатель, можно заряжать с помощью гипер-ядра или варп ячеек

### Во вселеннойEVE Online
В MMORPG EVE Online варп-перемещение является одним из основных способов путешествия в космическом пространстве в пределах одной планетной системы.

### Во вселеннойLibrary of Ruina
Во вселенной «Библиотеки Руин» (англ. Library of Ruina) некая корпорация W разработала технологию ВАРП-поездов. Особенность Варп-поезд заключается в том, что он способен мгновенно телепортироваться в любую точку Города в течение 10 секунд, и благодаря этой особенности и огромной рекламной кампании Варп-поезда стали популярным способом передвижения у жителей Города, которые постоянно куда-то спешат.
Но на самом деле Варп-поезда не телепортируют людей за 10 секунд: люди в поезде наворачивают круги долгие тысячелетия, в то время как по прибытию на Варп-Станцию действительно проходят 10 секунд. А ещё в процессе данного многовекового путешествия пассажиры поезда не испытывает голода или жажду и не могут умереть, вопреки любым ранам, из-за чего под тяжестью времени они забывают себя и сходят с ума. Здесь на сцену выходит Отряд Зачистки ВАРП Поезда – они используют свою настоящую сингулярность и восстанавливают людей, и те ничего не помнят, а любые погрешности (например, потеря или увеличение веса) слишком незначительны, чтобы заметить.

### Во вселенной StarCraft
В серии игр StarCraft варп-пространство является измерением, позволяющим перемещаться со скоростью, выше скорости света. Терраны, протоссы (посредством варп-двигателей) и зерги (открывая варп-порталы) путешествуют сквозь варп-пространство, чтобы достигать пунктов назначения за приемлемое время.